# Dyscarnate
Dyscarnate est un groupe de death metal formé en 2004 à Horsham en Angleterre.

## Historique
Après une première démo sous le nom Incarnate, Dyscarnate est formé en 2004. Une deuxième démo sort en 2006, puis un EP en 2008 et un album en 2010. C'est à partir de leur deuxième album, And So It Came to Pass sorti en 2012, que le groupe se fait remarquer,.
Le groupe tourne notamment avec les groupes Cephalic Carnage, Psycroptic, Despised Icon et The Black Dahlia Murder.
En juin 2015, le bassiste et chanteur fondateur Henry Bates quitte le groupe pour se consacrer à d'autres projets. Il sera remplacé par Al Llewellyn, bassiste et chanteur du groupe Arceye.
Leur troisième album, With All Their Might, sort en 2017 est très bien reçu par les critiques,.
Le groupe effectue une tournée européenne au printemps 2020 mais certaines dates sont annulées à la suite de la pandémie de Covid-19, notamment les premières parties de Whitechapel, l'Inferno Metal Festival et le Hellfest.

## Membres

### Membres actuels
- Matt Unsworth — batterie (2004 - présent)
- Tom Whitty — guitare, chant (2004 - présent)
- Al Llewellyn — basse, chant (2015 - présent)

### Anciens membres
- Henry Bates —	basse, chant (? - 2015)
- Rich Stone — guitare
- Owen Thompson — guitare